# Aga (Niigata)
Pour les articles homonymes, voir Aga.
Aga (阿賀町, Aga-machi) est un bourg du district de Higashikanbara, dans la préfecture de Niigata, au Japon.

## Géographie

### Démographie
Au 1er mai 2014, la population d'Aga s'élevait à 12 160 habitants répartis sur une superficie de 952,88 km2.